# ماما ياسمين (مجلة)
مجلة ماما ياسمين هي مجلة كويتية تصدر كل يوم سبت، وهي شهرية مؤقتة. صدرت لأول مرة في أغسطس 1989م عن دار الياسمين للصحافة والنشر، مركزها الرئيس: قبرص، نيقوسيا. ص. ب 1989م.
قطع المجلة: 27×21 سم. وهي موجهة إلى سن من 8 إلى 18 دون إشارة إلى ذلك. هناك مقدمة توقعها ماما ياسمين باسم «سلاماً ومرحباً» وقد تم تغيير رئيس التحرير في العدد الرابع، حيث تولت شيخة الزاحم الإدارة. والتي كانت توقع باسم «ماما شيخة». مدير المجلة بالكويت: 26761، الرأس 24758.
تهتم المجلة بالقصص الكرتونية حيث يبلغ عدد صفحاتها 12 صفحة من بين 52 صفحة بين الأبيض والأسود والألوان، تنشر المجلة التسالي في أكثر من صورة، وهناك مسابقات تعتمد على الاختيارات والجوائز، والقاهرة للأطفال وجوائز نقدية، لا توجد ملاحق للمجلة لكن المجلة تنشر صور القراء ومساهماتهم في كافة المجالات، وهناك نادي الصحفي، وبطاقة براعم الياسمين الصحفية. تهتم المجلة بالفن التشكيلي، وتنشر القصص القصيرة، وغالباً ما يشارك القراء في هذه الأبواب كما أن هناك اهتماماً بالإناث في باب «أمهات المستقبل» وأيضاً بالموسيقة من خلال الصفحة الموسيقية. صعار المجلة: مجلة أشبال العرب. سعر المجلة في الكويت 500 فلس عام 1989 ولا تعتمد المجلة على الإعلانات.

## الأبواب
- الرسم الحر
- اضحك مع...
- هؤلاء كانوا صغاراً
- لكل هواية حكاية
- أمهات المستقبل
- الصفحة الموسيقية
- حكايات ماما ياسمين
- السندباد
- سلسلة قصص عالمية
- المسابقات
- أصدقاء ماما ياسمين
- رياضة ورياضيون
- المندوبون الصحفيون
- اصنعها بنفسك
- عالم الطبيعة والحيوان
- سنة أولى سياسة

## طاقم العمل
- رئيس التحرير: شيخة عبد العزيز الزاحم.
- المدير العام: إسماعيل محمد وادي.
- إدارة التحرير: ماما ياسمين.
- الإشراف الفني: علي وادي

### الكُتَّاب
- فوزي بكوش
- ماما شيخة
- محمد قرانيا
- سناء فولي
- زياد الفرداني
- سداوي
- وليد فارصلي
- أحمد عوض
- منيرة السعد

### الرسامون
- سناء فولي
- وليد محمد